# Årets rookie i Svenska Hockeyligan
Årets rookie i Svenska Hockeyligan (tidigare Elitserien i ishockey och Årets nykomling) utses årligen sedan säsongen 1989/1990. Priset instiftades av Svenska Spel. Under 2000-talet har flera av de spelare som mottagit utmärkelsen gått vidare till att bli stjärnor i NHL.
Jury för Årets rookie består av bland andra Tre Kronors förbundskapten, SHL:s 14 huvudtränare och lagkaptener och samt representanter för riks- och lokalmedia, totalt 56 personer. Lagkaptener får inte rösta på sina medspelare.

## Årets rookie
| Säsong    | Spelare           | Klubb              | Ref    |
| --------- | ----------------- | ------------------ | ------ |
| 1989/1990 | Patrik Carnbäck   | Västra Frölunda HC | [ 1 ]  |
| 1990/1991 | Tommy Söderström  | Djurgårdens IF     | [ 1 ]  |
| 1991/1992 | Michael Nylander  | AIK                | [ 1 ]  |
| 1992/1993 | Kenny Jönsson     | Rögle BK           | [ 1 ]  |
| 1993/1994 | Mats Lindgren     | Färjestads BK      | [ 1 ]  |
| 1994/1995 | Per Eklund        | Djurgårdens IF     | [ 1 ]  |
| 1995/1996 | Jan Mertzig       | Luleå HF           | [ 1 ]  |
| 1996/1997 | Niklas Sjökvist   | Färjestads BK      | [ 1 ]  |
| 1997/1998 | Pelle Prestberg   | Färjestads BK      | [ 1 ]  |
| 1998/1999 | David Ytfeldt     | Leksands IF        | [ 1 ]  |
| 1999/2000 | Mikael Tellqvist  | Djurgårdens IF     | [ 1 ]  |
| 2000/2001 | Henrik Zetterberg | Timrå IK           | [ 1 ]  |
| 2001/2002 | Rolf Wanhainen    | Södertälje SK      | [ 1 ]  |
| 2002/2003 | Tobias Enström    | MODO Hockey        | [ 2 ]  |
| 2003/2004 | Loui Eriksson     | Västra Frölunda HC | [ 3 ]  |
| 2004/2005 | Oscar Steen       | Färjestads BK      | [ 4 ]  |
| 2005/2006 | Nicklas Bäckström | Brynäs IF          | [ 5 ]  |
| 2006/2007 | Patric Hörnqvist  | Djurgårdens IF     | [ 6 ]  |
| 2007/2008 | Daniel Larsson    | Djurgårdens IF     | [ 7 ]  |
| 2008/2009 | Victor Hedman     | MODO Hockey        | [ 8 ]  |
| 2009/2010 | Jacob Markström   | Brynäs IF          | [ 9 ]  |
| 2010/2011 | Mattias Ekholm    | Brynäs IF          | [ 10 ] |
| 2011/2012 | Johan Larsson     | Brynäs IF          | [ 11 ] |
| 2012/2013 | William Karlsson  | HV71               | [ 12 ] |
| 2013/2014 | Andreas Johnson   | Frölunda HC        | [ 13 ] |
| 2014/2015 | Marcus Sörensen   | Djurgårdens IF     | [ 14 ] |
| 2015/2016 | Ludvig Rensfeldt  | Rögle BK           | [ 15 ] |
| 2016/2017 | Andreas Borgman   | HV71               | [ 16 ] |
| 2017/2018 | Elias Pettersson  | Växjö Lakers HC    | [ 17 ] |
| 2018/2019 | Emil Bemström     | Djurgårdens IF     | [ 18 ] |
| 2019/2020 | Jesper Frödén     | Skellefteå AIK     |        |
| 2020/2021 | William Eklund    | Djurgårdens IF     |        |
| 2021/2022 | Linus Karlsson    | Skellefteå AIK     |        |
| 2022/2023 | Filip Bystedt     | Linköping HC       |        |